# Empecamenta ophthalmica
Empecamenta ophthalmica är en skalbaggsart som beskrevs av Louis Burgeon 1946. Empecamenta ophthalmica ingår i släktet Empecamenta och familjen Melolonthidae. Inga underarter finns listade i Catalogue of Life.